# Trafic de bébés
Trafic de bébés (Baby Sellers) est un téléfilm américain réalisé par Nick Willing et diffusé le 17 août 2013 sur Lifetime.

## Synopsis
Le lieutenant Nicole Morrison de la Sécurité intérieure, suit la trace d'un passeur de clandestins et remonte jusqu'à l'agence d'adoption «Les Chemins de l'amour» dirigée par Carla Huxley. Elle se fait donc passer pour une femme célibataire cherchant à adopter afin de mieux enquêter sur Carla soupçonnée d'alimenter un réseau de trafic d'enfants, volés à l'étranger pour être revendus à des familles aux États-Unis.

## Fiche technique
- Titre original : Baby Sellers
- Réalisation : Nick Willing
- Scénario : Suzette Couture
- Photographie : Brian Johnson
- Musique : Rich Walters
- Pays d'origine :  États-Unis
- Langue originale : anglais
- Durée : 87 minutes
- Date de diffusion :
  -  France : 16 janvier 2014 sur TF1

## Distribution
- Jennifer Finnigan (VF : Hélène Bizot) : Détective Nic Morrison
- Kirstie Alley (VF : Marie Vincent) : Carla Huxley
- Arjun Gupta (VF : Axel Kiener) : Dilip
- Doron Bell (en) (VF : Namakan Koné) : Kyle
- Nicole Muñoz (VF : Cécile Nodie) : Dolorita
- Alessandro Juliani (VF : Éric Marchal) : David Azevedo
- Lane Edwards : Reese
- Cas Anvar (VF : Nessym Guetat) : Vikram
- Zak Santiago (VF : Fabien Jacquelin) : Rafael Ochoa

Source et légende : version française selon le carton du doublage français.

## Accueil
Le téléfilm a été vu par 2,139 millions de téléspectateurs lors de sa première diffusion.